# Chaetilia ovata
Chaetilia ovata là một loài chân đều trong họ Chaetiliidae. Loài này được Dana miêu tả khoa học năm 1849.